# 33. jaktflygdivisionen
33. jaktflygdivisionen även känd som Cesar Gul var en jaktflygdivision inom svenska flygvapnet som verkade i olika former åren 1936–1967. Divisionen var baserad på Malmens flygplats väster om Linköping.

## Historik
Cesar Gul var 3:e divisionen vid Östgöta flygflottilj (F 3), eller 33. jaktflygdivisionen inom Flygvapnet. Divisionen bildades 1936, som en spaningsflygdivision och hade flygfotografering samt artillerieldledning som främsta uppgift. År 1948 omskolades och ombeväpnades divisionen till en jaktflygdivision. År 1965 omskolades och ombeväpnades divisionen till J 35D Draken.
Från slutet av 1960-talet präglades Flygvapnet av ekonomiska besparingar föranledda av Viggen-projektet. Detta fick CFV Lage Thunberg att 1967 vakantsätta åtta flygdivisioner inom Flygvapnet. En av dem var Cesar Gul som vakantsattes den 30 juni 1967, vilken i praktiken betydde att den avvecklades. I dess ställe bildades den 1 juli 1967 Målflygdivisionen (MFD), vilken övertog rollen som 3. division vid F 3, men som samtidigt fyllde en helt annan roll i Flygvapnet.

## Materiel vid förbandet
| Spaningsflygplan - 1936–1943: S 6 - 1940–1940: J 13 - 1940–1949: S 14 - 1940–1941: B 3 - 1940–1943: S 16 - 1942–1948: S 17B - 1945–1947: S 22 - 1947–1948: J 9 - 1947–1948: S 18A | Jaktflygplan - 1948–1952: J 22 - 1951–1956: J 28B Vampire - 1953–1966: J 29B/F Tunnan - 1965–1967: J 35D Draken |

## Förbandschefer
Divisionschefer vid 33. jaktflygdivisionen (Cesar Gul) åren 1936–1967.
- 1936–1967: ???

## Anropssignal, beteckning och förläggningsort
| Cesar Gul | 1936-??-?? | – | 1967-06-30 |

| 33. spaningsflygdivisionen | 1936-??-?? | – | 1947-??-?? |
| 33. jaktflygdivisionen     | 1948-??-?? | – | 1967-06-30 |

| Malmens flygplats (F) | 1936-??-?? | – | 1967-06-30 |